# Santuario della Madonna in Saletta
Il santuario della Madonna in Saletta è un edificio religioso che si trova in mezzo a un bosco di pini e abeti, a tre chilometri di distanza dal centro del comune di Castel del Giudice, in provincia di Isernia.

## Descrizione
Il santuario, in stile romanico rurale, nel 1950 è stato oggetto di una ricostruzione pressoché "ab imis". L'interno è a un'unica navata.
Anticamente, nello stesso luogo, si doveva trovare un antico monastero non molto grande. Il nome Saletta verosimilmente deriva da un'iscrizione del santuario: "Salectu ubi ex antiquitus ficta fuit columna marmorea".
Sull'altare secondario di una cappella vi è una tela risalente al XV-XVI secolo, raffigurante la Madonna rappresentata con sembianze di una matrona popolana, seduta su una roccia nell'atto di tenere con le mani Gesù bambino. Le misure del quadro sono 140 cm. x 85 cm. L'autore è anonimo, ma qualcuno lo identifica con San Luca. Un effetto ottico dà l'illusione che lo sguardo della Madonna segua lo spettatore.
Secondo la tradizione, su una roccia nei pressi del santuario si sarebbe fermata la Madonna col Bambino, lasciando l'impronta delle sue ginocchia.

## Le apparizioni
La Vergine, con il Bambino in braccio, sarebbe apparsa a Castel del Giudice, in una data non nota, nei panni di una povera pellegrina . I fedeli, non avendola riconosciuta, l'avrebbero cacciata. Questo avrebbe provocato l'ira divina e la conseguente distruzione del paese con un'inondazione. La gente sopravvissuta ricostruì il paese ripopolandolo, e rimediò all'errore costruendo il santuario.